# Kiko Mizuhara
Kiko Mizuhara, pseudonimo di Kiko Audrie Daniel (水原 希子?, Mizuhara Kiko; Dallas, 15 ottobre 1990), è una modella, attrice e stilista statunitense naturalizzata giapponese di origini coreane, attiva principalmente in Giappone sotto l'agenzia Asia Cross.
Dopo aver intrapreso la carriera nel mondo della moda nel 2003, diventando modella di punta delle riviste Seventeen e Vivi, ha via via visto crescere la sua popolarità grazie alla partecipazioni in eventi sempre più importanti in giro per il mondo, che le hanno permesso di farsi apprezzare come una delle icone della moda di maggior successo in Giappone. Nel 2013 ha lanciato la prima di una serie di collezioni di capi d'abbigliamento da lei ideate in collaborazione con la catena di negozi Opening Ceremony.
Ha debuttato come attrice nel 2010 nel film Norwegian Wood e da allora ha continuato a recitare in diversi film per il cinema e serie televisive, dilettandosi altresì in collaborazioni con artisti facenti parte la scena musicale giapponese.

## Biografia

### Infanzia ed esordi nel campo della moda
Nata a Dallas (Texas) da padre statunitense e madre coreana zainichi, all'età di due anni si trasferisce con la famiglia a Kōbe, in Giappone. Fin da giovanissima frequenta lezioni di recitazione e corsi per diventare modella, grazie ai quali inizia a farsi strada nel mondo della moda. All'età di 12 anni partecipa alle audizioni di un concorso indetto dalla rivista Seventeen, divenendone la modella di punta per i successivi tre anni. Dopo un anno di pausa, si trasferisce a Tokyo, dove riprende la carriera di indossatrice e modella da passerella.
Nel 2007 firma un contratto esclusivo con la rivista Vivi e, dal 2008 fino al 2013, partecipa regolarmente agli eventi della Tokyo Girls Collection. Il suo debutto internazionale avviene in occasione dell'evento denominato Olympia Le Tan's Show, durante la sessione primavera-estate 2014 della Paris Collection. Nello stesso anno partecipa alla settimana della moda di Londra su invito dello stilista britannico Nasir Mazhar, nonché a quella di Milano sfilando per Moschino in occasione del debutto dello stilista Jeremy Scott.
Grazie alla sua crescente popolarità viene scelta per aprire la stagione autunno-inverno della Mercedes-Benz Fashion Week 2014 di Tokyo, dove sfila per la linea d'abbigliamento thailandese Sretsis. Nello stesso periodo sfila per la collezione Diesel di Nicola Formichetti a Venezia, in Italia.
Nella sua carriera la Mizuhara è apparsa sulla copertina di numerose riviste di moda, sia in Giappone che all'estero, tra le quali Vogue, Grazia, GQ e Cosmopolitan, oltre ad apparire negli spot pubblicitari dei marchi UNIQLO, Jil Sander Navy, Jill Stuart, Häagen-Dazs e Huawei e delle aziende Shiseido, Morinaga e Panasonic.

### Carriera di attrice
Mizuhara debutta in qualità di attrice nel film di Tran Anh Hung Norwegian Wood (2010), trasposizione cinematografica dell'omonimo romanzo di Haruki Murakami. Due anni dopo appare in Helter Skelter, adattamento live action del manga di Kyōko Okazaki, e in I'm Flash! di Toshiaki Toyoda. Nel 2013 è coprotagonista nel film di Keishi Ōtomo Platinum Data, mentre nel 2014 compare in Trick The Movie: Last Stage di Yukihiko Tsutsumi, dove recita in malese. Nel 2015 interpreta Mikasa nel doppio adattamento live action del manga L'attacco dei giganti (Shingeki no kyojin - Attack on Titan e Shingeki no kyojin - Attack on Titan: End of the World) sotto la regia di Shinji Higuchi.
Il debutto sul piccolo schermo avviene con la serie televisiva di genere storico Yae no sakura, dove Mizuhara ricopre il ruolo di Ōyama Sutematsu. Nel 2014 appare nei dorama Shitsuren chocolatier e Nobunaga Concerto.

### Carriera di stilista
Kiko Mizuhara intraprende la carriera di stilista nella primavera del 2013 all'indomani della collaborazione con Opening Ceremony, avvenuta in occasione dell'apertura del primo negozio della catena in Giappone. La prima collezione, ispirata alla moda della Parigi anni venti, includeva lingerie e capi d'abbigliamento di varia natura, come camicette e shorts. Tra i personaggi dello spettacolo che vestono le sue creazioni vi sono le pop star Beyoncé Knowles e Rihanna.

## Filmografia

### Cinema
- Norwegian Wood (ノルウェイの森?, Noruwei no mori), regia di Tran Anh Hung (2010)
- Helter Skelter (ヘルタースケルター?, Herutā sukerutā), regia di Mika Ninagawa (2012)
- I'm Flash!, regia di Toshiaki Toyoda (2012)
- Platinum Data (プラチナデータ?, Purachina dēta), regia di Keishi Ōtomo (2013)
- Trick The Movie: Last Stage (トリック劇場版 ラストステージ?, Torikku gekijō-ban: Rasuto sutēji), regia di Yukihiko Tsutsumi (2014)
- Shingeki no kyojin - Attack on Titan (進撃の巨人 ATTACK ON TITAN?), regia di Shinji Higuchi (2015)
- Shingeki no kyojin - Attack on Titan: End of the World (進撃の巨人 ATTACK ON TITAN エンド オブ ザ ワールド?, Shingeki no kyojin - Attack on Titan: Endo obu za wārudo), regia di Shinji Higuchi (2015)
- Kōdai-ke no hitobito (高台家の人々?), regia di Masato Hijikata (2016)
- Nobunaga Concerto (信長協奏曲?, Nobunaga Kontseruto), regia di Hiroaki Matsuyama (2016)
- Okuda Tamio ni naritai boy to deau otoko subete kuruwaseru girl (奥田民生になりたいボーイと出会う男すべて狂わせるガール?), regia di Hitoshi Ōne (2017)
- Annette, regia di Leos Carax (2021)
- Ride or Die, regia di Ryûichi Hiroki (2021)

### Televisione
- Yae no sakura (八重の桜?) - serie TV, (2013)
- Shitsuren chocolatier (失恋ショコラティエ?, Shitsuren shokoratie) - serie TV, (2014)
- Nobunaga Concerto (信長協奏曲?, Nobunaga Kontseruto) - serie TV, (2014)
- Kokoro ga pokitto ne (心がポキッとね?) - serie TV, (2015)
- Kazoku no katachi (家族ノカタチ?) - serie TV, (2016)
- Uso no sensō (嘘の戦争?) - serie TV, (2017)

### Videoclip
- Harajuku Wander – Mademoiselle Yulia, dall'album Whatever Harajuku (2013)
- I Feel It Coming ft. Daft Punk – The Weeknd, dall'album Starboy (2016)
- La Di Da – The Internet, dall'album Hive Mind (2018)

## Discografia

### Collaborazioni
- 2011 – The Burning Plain (Tōwa Tei, dall'album Sunny)
- 2013 – No Way (M-Flo, dall'album Neven)

## Pubblicazioni

### Photobook
- Kiko, Kōdansha, 2010, ISBN 978-4062166980.
- Girl, foto di Mika Ninagawa, Kōdansha, 2012, ISBN 978-4062176644.